# Pietrangelo Cavicchia
Pietrangelo Cavicchia o Peter Angelo Cavicchia (Roccamandolfi, 22 maggio 1879 – Belleville, 11 settembre 1967) è stato un politico statunitense.

## Biografia
Emigrato a Newark nel 1888, fu membro del Congresso degli Stati Uniti dal 1931 al 1937 come rappresentante per il New Jersey e appartenente al Partito Repubblicano. Fu eletto nel Settantaduesimo, Settantatreesimo e Settantaquattresimo Congresso e perse le elezioni per il Settantacinquesimo.